# Leichtathletik-Europameisterschaften 1962/Speerwurf der Frauen

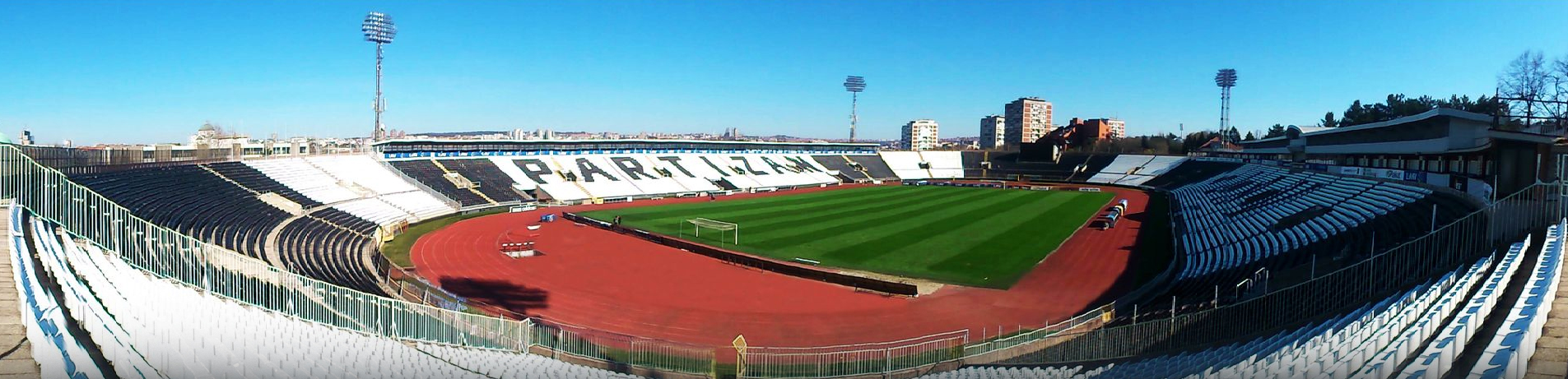
Panoramablick auf das Partizan-Stadion 2014 – 52 Jahre
nach den dortigen Europameisterschaften

Der Speerwurf der Frauen bei den Leichtathletik-Europameisterschaften 1962 wurde am 13. und 14. September 1962 im Belgrader Partizan-Stadion ausgetragen.
Mit Gold und Bronze gab es zwei Medaillen für die Werferinnen aus der Sowjetunion. Europameisterin wurde die  Olympiasiegerin von 1960 und Weltrekordinhaberin Elvīra Ozoliņa. Die Rumänin Maria Diaconescu gewann die Silbermedaille. Bronze ging an Alewtina Schastitko.

## Bestehende Rekorde
| Weltrekord   | 59,55 m | Elvīra Ozoliņa | Bukarest, Rumänien     | 4. Juni 1960    |
| Europarekord | 59,55 m | Elvīra Ozoliņa | Bukarest, Rumänien     | 4. Juni 1960    |
| EM-Rekord    | 56,02 m | Dana Zátopková | EM Stockholm, Schweden | 19. August 1958 |

Der bestehende EM-Rekord wurde bei diesen Europameisterschaften nicht erreicht. Der weiteste Wurf gelang der sowjetischen Europameisterin Elvīra Ozoliņa mit 54,93 m im Finale am 14. September. Damit blieb sie 1,09 m unter dem Rekord. Zum Welt- und Europarekord fehlten ihr 4,62 m.

## Qualifikation
13. September 1962
Die vierzehn Teilnehmerinnen traten zu einer gemeinsamen Qualifikationsrunde an. Fünf Athletinnen (hellblau unterlegt) übertrafen die Qualifikationsweite für den direkten Finaleinzug von 50,00 m. Damit war die Mindestanzahl von zwölf Finalteilnehmerinnen nicht erreicht. Das Finalfeld wurde mit den sieben nächsten bestplatzierten Sportlerinnen (hellgrün unterlegt) auf zwölf Werferinnen aufgefüllt. So reichten schließlich 45,17 m für die Finalteilnahme. Nur zwei Athletinnen schieden aus.
| Platz | Name                | Nation           | Weite (m) |
| ----- | ------------------- | ---------------- | --------- |
| 1     | Elvīra Ozoliņa      | Sowjetunion      | 51,60     |
| 2     | Anneliese Gerhards  | Deutschland      | 51,15     |
| 3     | Maria Diaconescu    | Rumänien         | 50,93     |
| 4     | Alewtina Schastitko | Sowjetunion      | 50,55     |
| 5     | Márta Antál         | Ungarn           | 50,50     |
| 6     | Inge Schwalbe       | Deutschland      | 49,96     |
| 7     | Marion Gräfe        | Deutschland      | 49,22     |
| 8     | Erika Strasser      | Österreich       | 47,68     |
| 9     | Jelena Gortschakowa | Sowjetunion      | 47,48     |
| 10    | Marijeta Kacic      | Jugoslawien      | 46,63     |
| 11    | Sirpa Toivola       | Finnland         | 46,45     |
| 12    | Margarita Baltakowa | Bulgarien        | 45,17     |
| 13    | Vlasta Hrbková      | Tschechoslowakei | 44,28     |
| 14    | Susan Platt         | Großbritannien   | 44,17     |

## Finale
14. September 1962, 16.30 Uhr
| Platz | Name                | Nation      | Weite (m) |
| ----- | ------------------- | ----------- | --------- |
| 1     | Elvīra Ozoliņa      | Sowjetunion | 54,93     |
| 2     | Maria Diaconescu    | Rumänien    | 52,10     |
| 3     | Alewtina Schastitko | Sowjetunion | 51,80     |
| 4     | Anneliese Gerhards  | Deutschland | 50,92     |
| 5     | Márta Antál         | Ungarn      | 49,91     |
| 6     | Erika Strasser      | Österreich  | 49,90     |
| 7     | Inge Schwalbe       | Deutschland | 48,55     |
| 8     | Jelena Gortschakowa | Sowjetunion | 46,74     |
| 9     | Marijeta Kacic      | Jugoslawien | 46,29     |
| 10    | Marion Gräfe        | Deutschland | 46,28     |
| 11    | Margarita Baltakowa | Bulgarien   | 44,58     |
| 12    | Sirpa Toivola       | Finnland    | 44,56     |

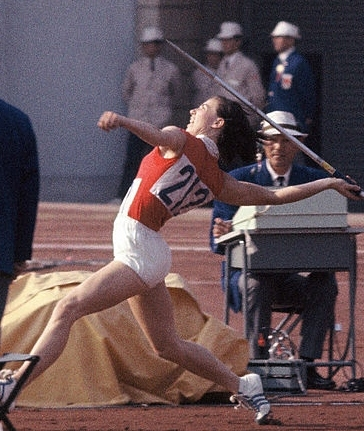
Elvīra Ozoliņa – nach Weltrekord und Olympiasieg 1960 nun der EM-Titel

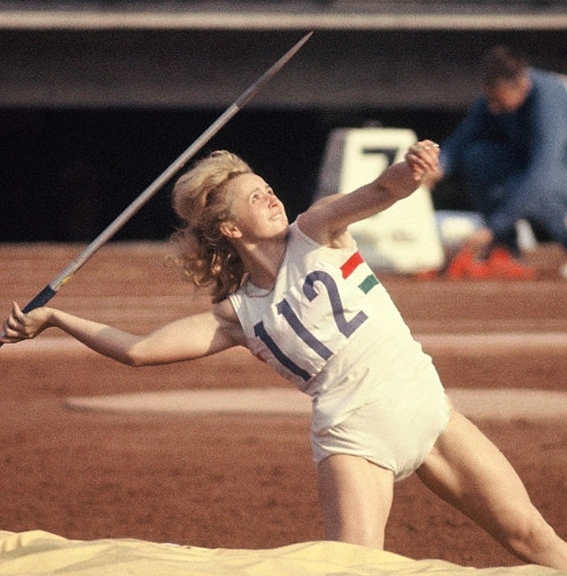
Márta Antál erreichte Platz fünf – 1964 eroberte sie unter ihrem neuen Namen Márta Rudas olympisches Silber
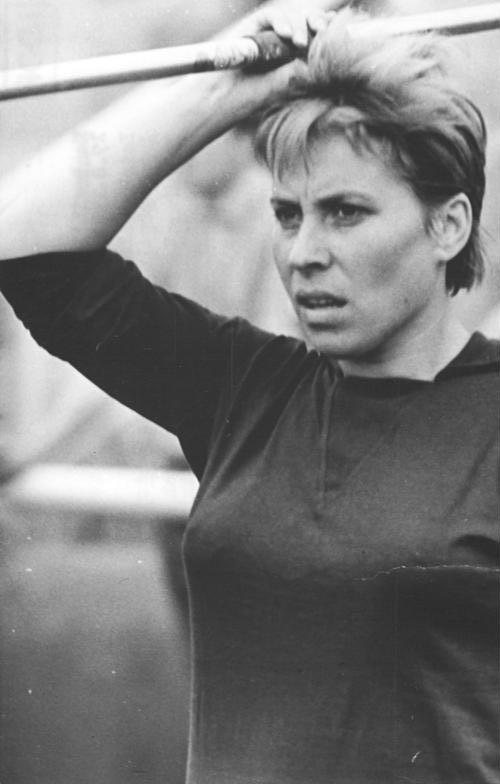
Inge Schwalbe, frühere Inge Günther, kam auf den siebten Platz
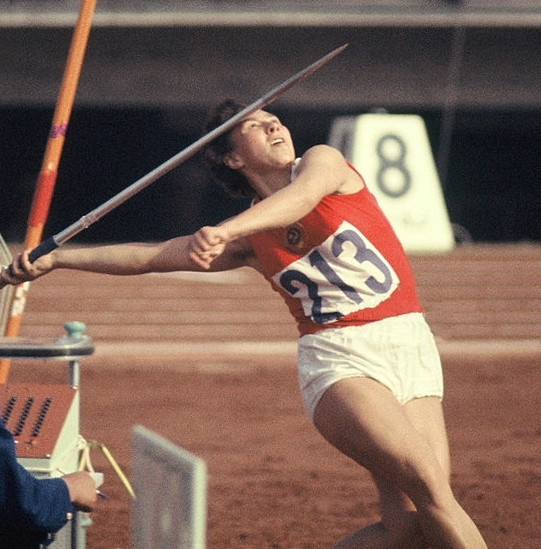
Jelena Gortschakowa belegte Rang acht – 1964 gab es dann Olympiabronze nach Weltrekord in der Qualifikation
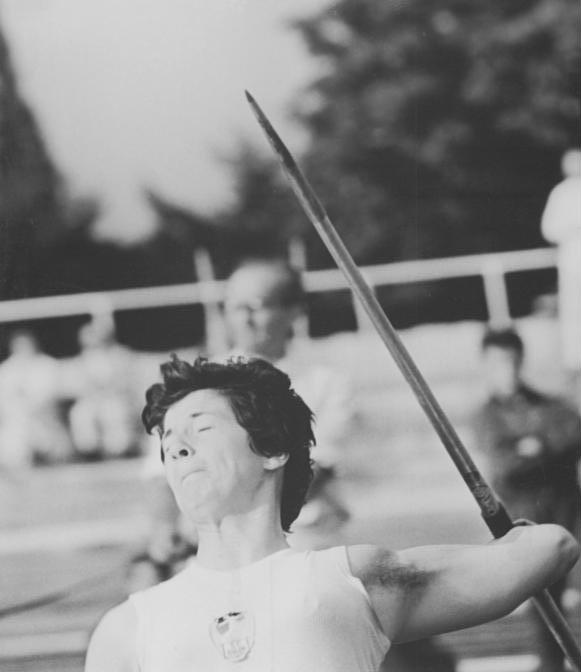
Marion Gräfe wurde Zehnte in diesem Finale – vier Jahre später errang sie als Marion Lüttge den EM-Titel